# TC Pista Pick Up
TC Pista Pick Up (código ACTC: TCPPK) es un campeonato argentino de automovilismo, especializado para camionetas pickup. Fue creada por iniciativa del entonces presidente de la Asociación Corredores de Turismo Carretera, Hugo Mazzacane, como una división inferior con respecto a la categoría TC Pick Up (de allí el uso del término "Pista" en su denominación), siendo a su vez destinada a la formación de pilotos que deseen competir en TCPK, o bien para aquellos pilotos de bajo presupuesto que deseen competir en una división más accesible. Sus actividades se desarrollan compartiendo calendario con la TC Pick Up y en algunas oportunidades, con las divisiones inferiores de la ACTC (TC Mouras y TC Pista Mouras). Esta divisional, posee el mismo reglamento que la divisional mayor, pero difiere en la preparación de sus autos, siendo estos de menor potencia.
La primera competencia oficial de esta categoría fue el 26 de febrero de 2023, en el Autódromo Roberto Mouras de la Ciudad de La Plata, la cual fue ganada por Nicolás Impiombato, quien se quedó con el honor de ser el primer ganador de la historia compitiendo al comando de una unidad Toyota Hilux, atendida por su propio equipo, el Impiombato Motorsport.
Los vehículos homologados para competir en esta categoría, son los mismos que la divisional TC Pick Up, siendo estos los modelos Chevrolet S10, Fiat Toro, Ford Ranger, Nissan Frontier, Toyota Hilux y Volkswagen Amarok.

## Marcas y modelos homologados
Los modelos homologados para esta categoría son camionetas PickUp de segmento mediano equipadas con estructuras tubulares desarrolladas por la Asociación Corredores de Turismo Carretera, en colaboración con Talleres Jakos. Mecánicamente, están provistas del mismo conjunto impulsor que equipa a las unidades de TC Pick Up, consistente en un motor de 6 cilindros en lÍnea, 24 válvulas y doble árbol de levas a la cabeza, desarrollado por la firma TopLine. El proveedor oficial de neumáticos para esta categoría es la firma argentina Neumáticos de Avanzada.
Cada prototipo representa a los siguientes modelos de producción:

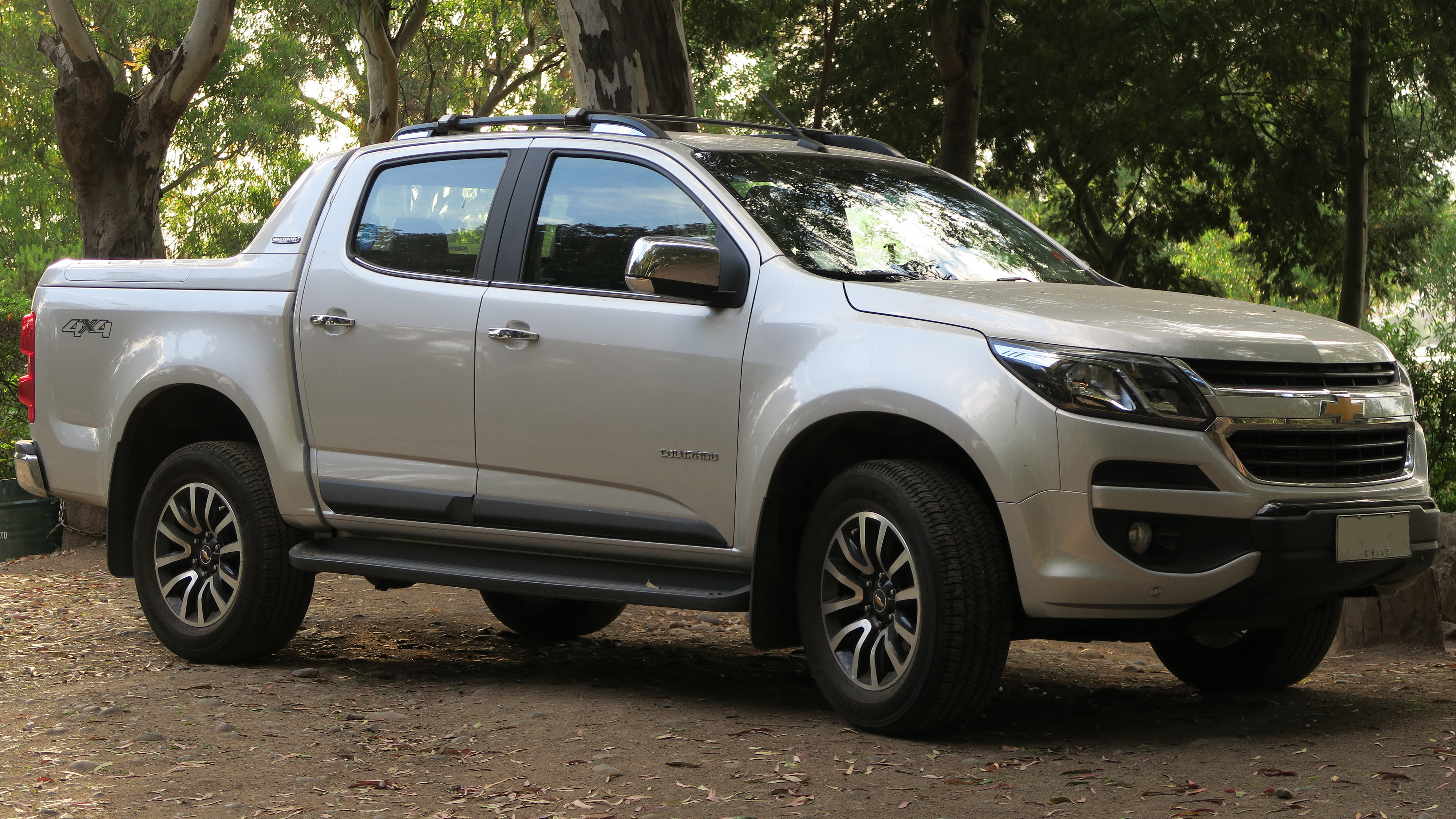
Chevrolet S-10
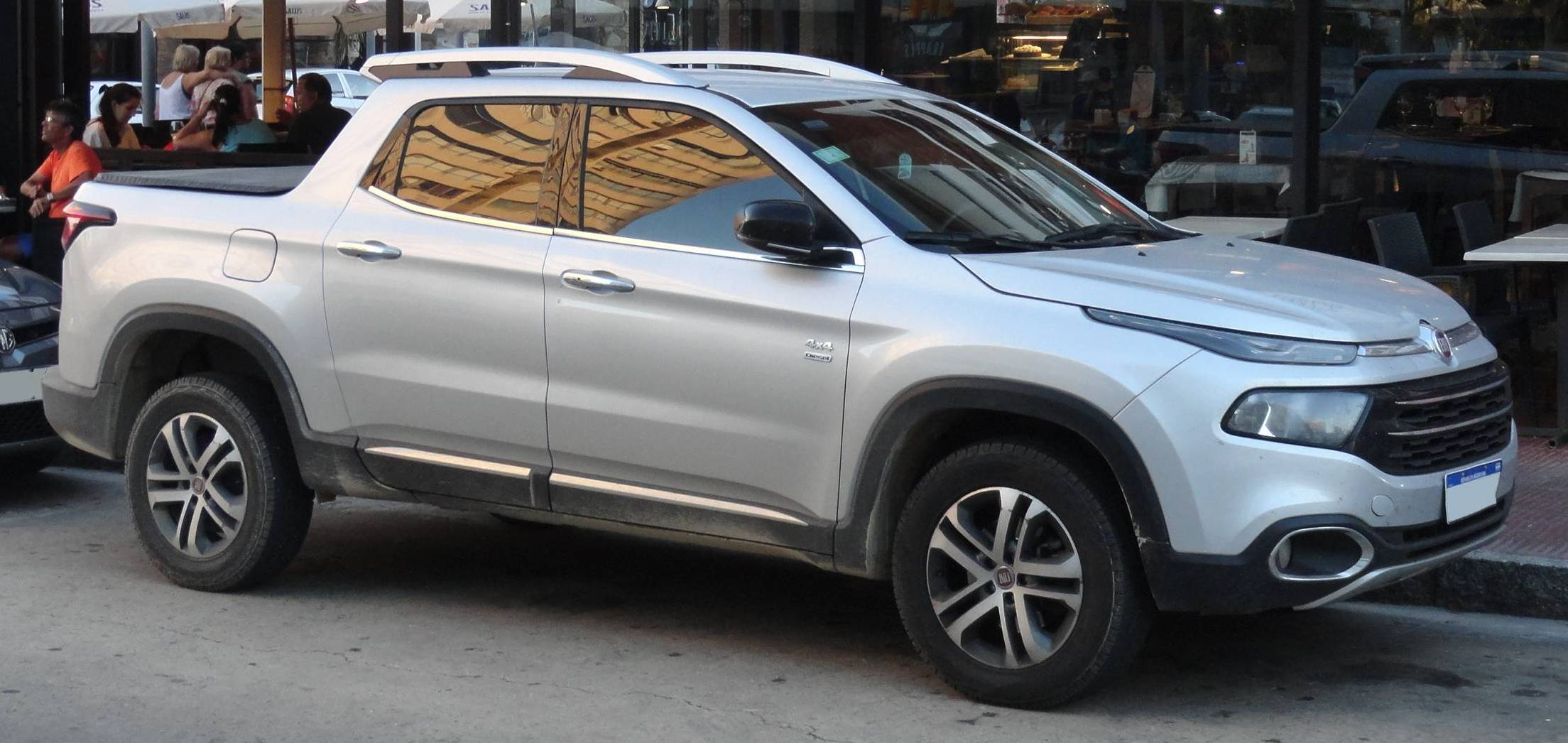
Fiat Toro
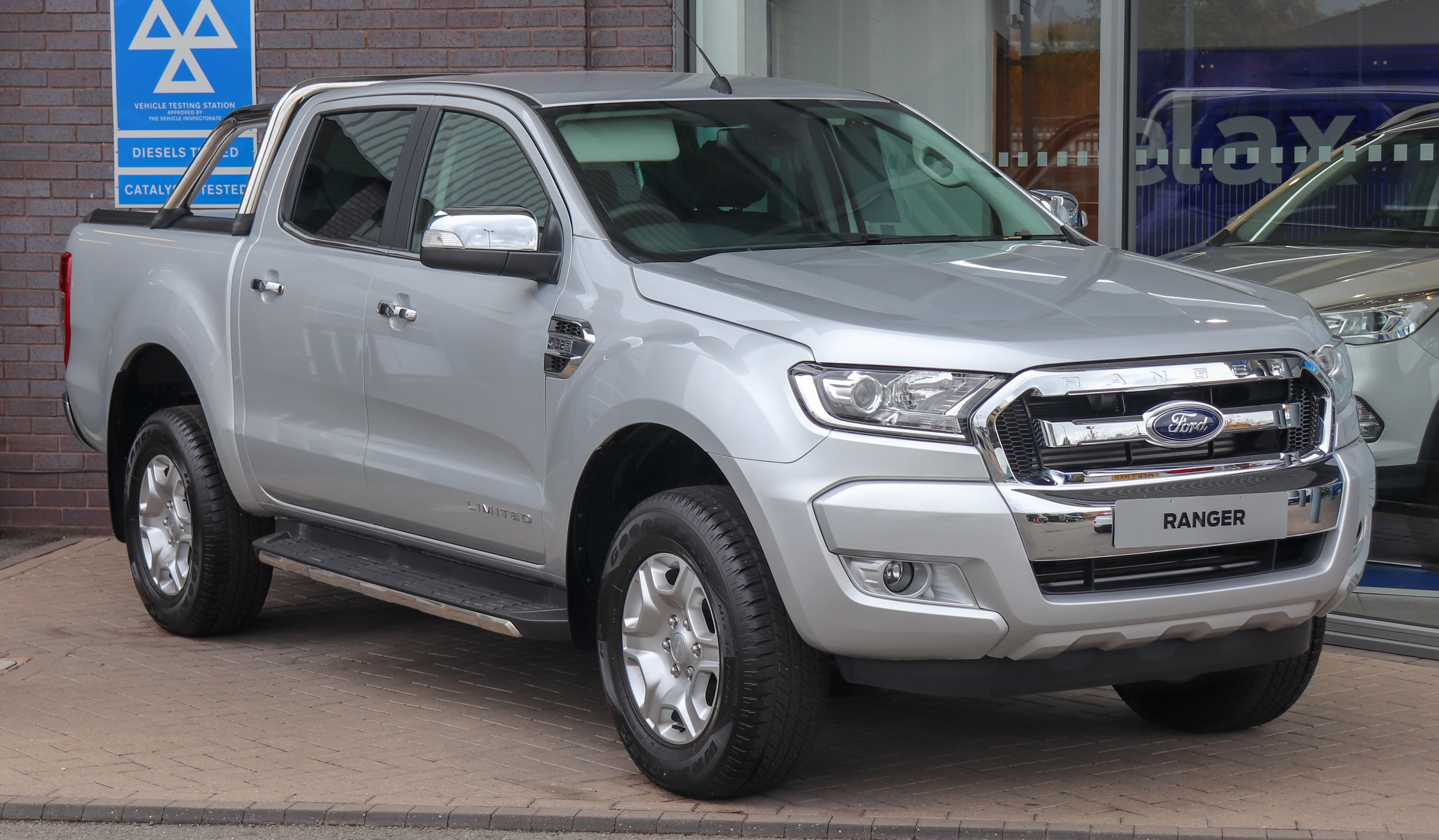
Ford Ranger
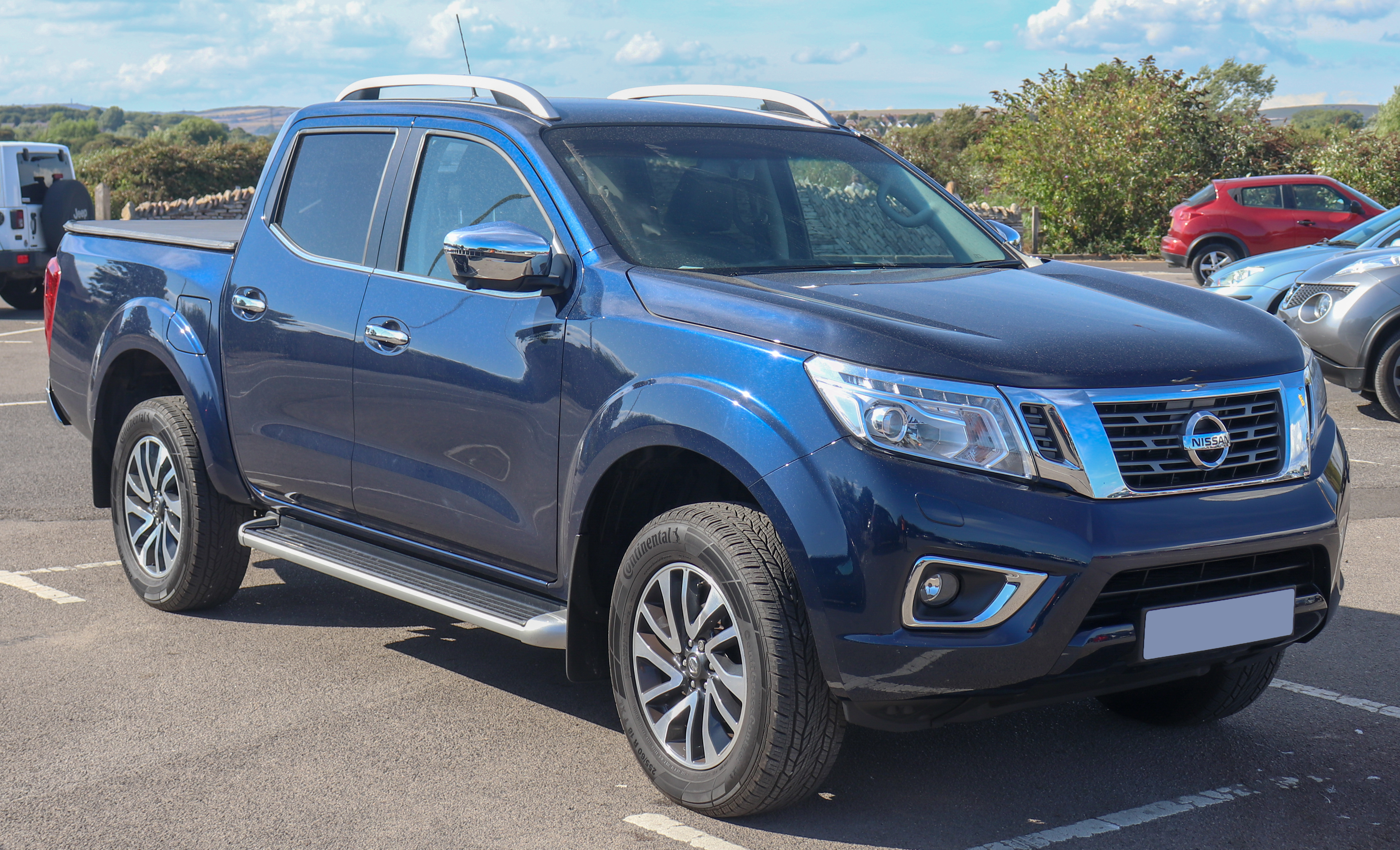
Nissan Frontier
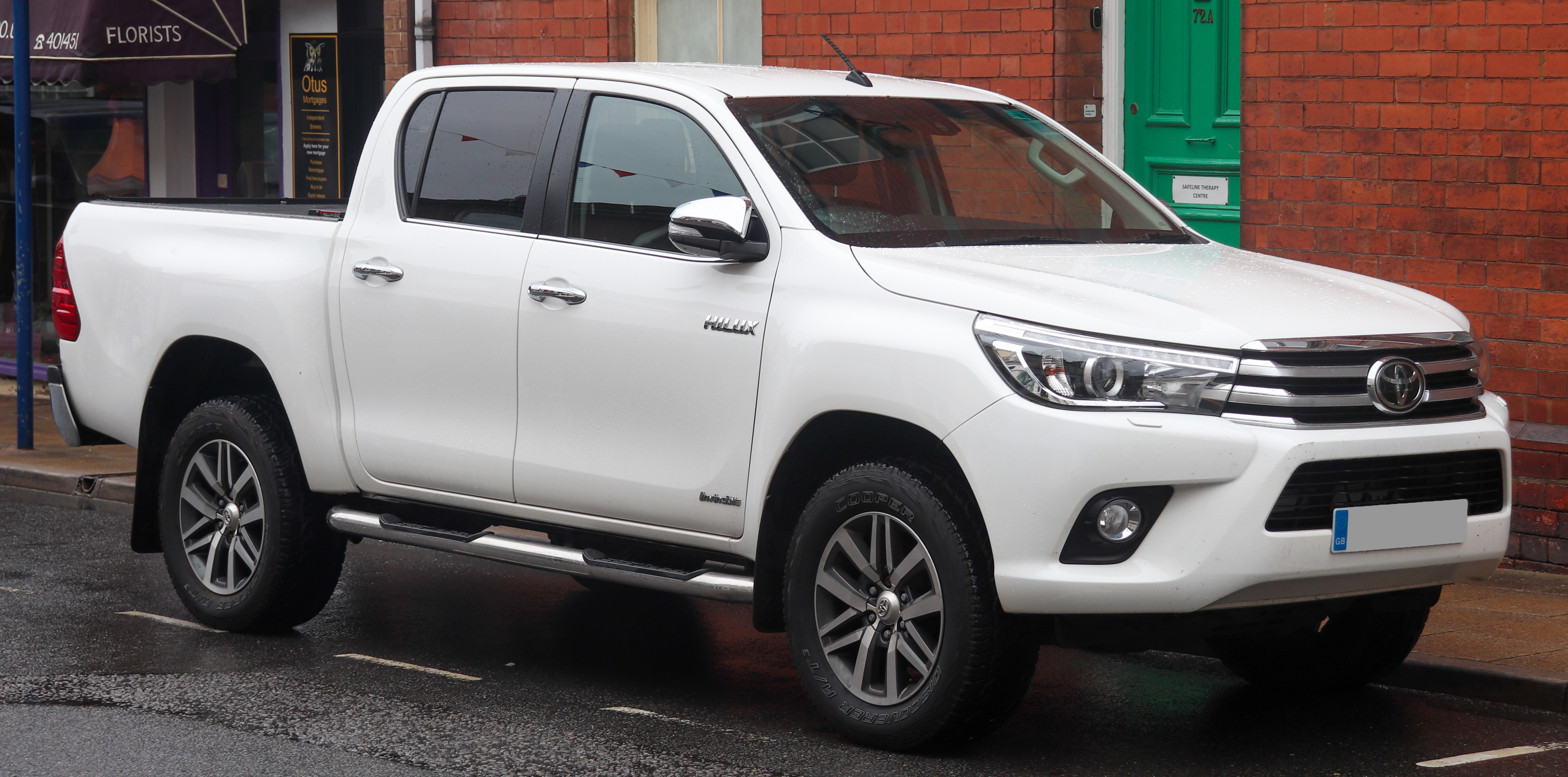
Toyota Hilux
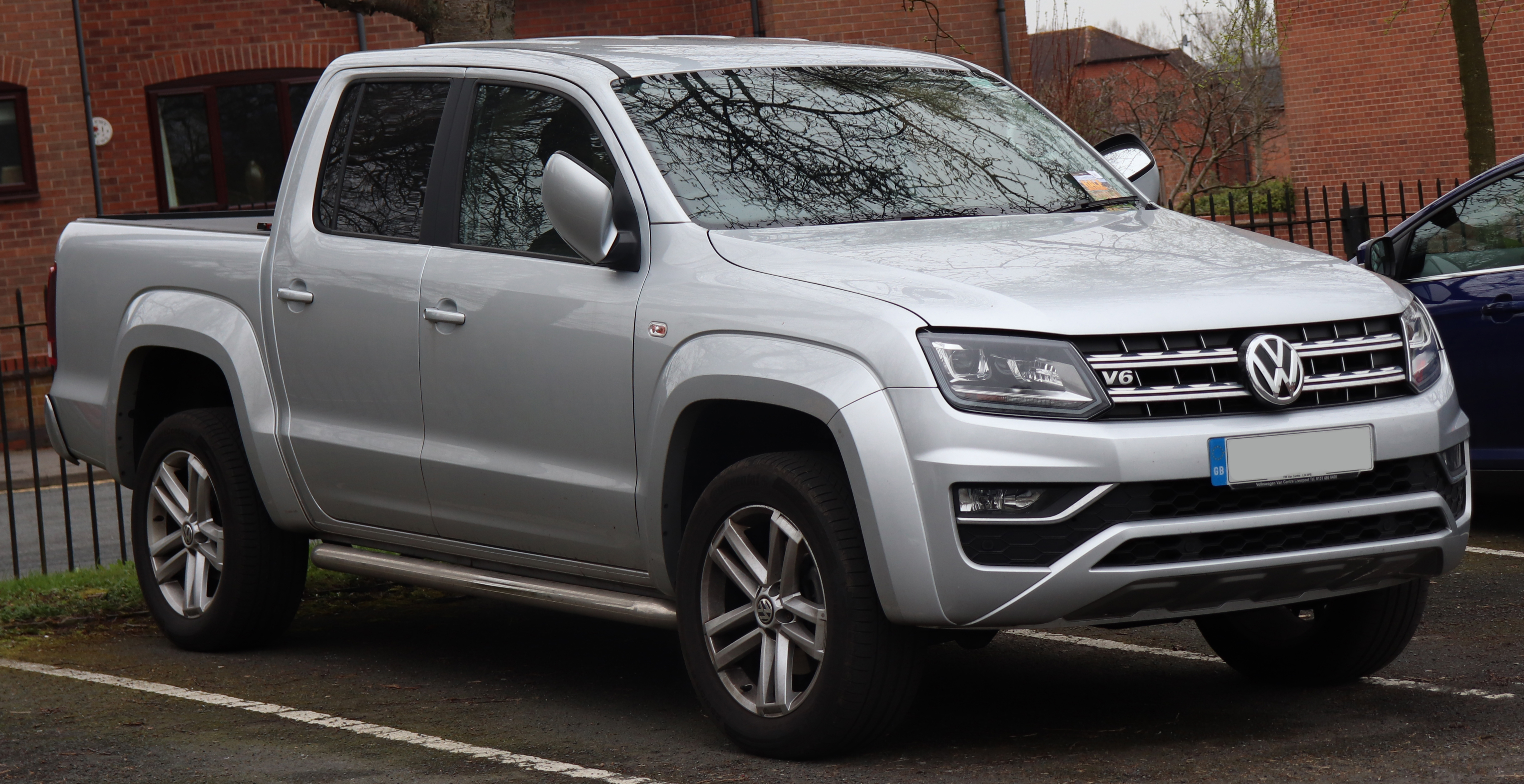
Volkswagen Amarok

## Campeones
| Año  | Piloto       | Camionetas   | Equipos              |
| ---- | ------------ | ------------ | -------------------- |
| 2023 | Elio Craparo | Toyota Hilux | RUS Med Team         |
| 2024 | Ignacio Faín | Ford Ranger  | Martínez Competición |
| 2025 | Bandera de ? |              |                      |